# Jovan Aćimović
Jovan Aćimović (ur. 21 czerwca 1948 w Belgradzie) – serbski piłkarz, pomocnik. Srebrny medalista ME 68.
Początkowo występował w OFK Beograd (1964–1965), jednak najlepszy okres kariery spędził w Crvena Zvezda Belgrad, gdzie grał ponad 10 lat (1965–1976). Z Crveną zdobywał tytuły mistrza Jugosławii (1968, 1969, 1970, 1973) oraz puchar tego kraju. W latach 1976–1978 był zawodnikiem niemieckiego 1. FC Saarbrücken. W reprezentacji Jugosławii zagrał 55 razy (3 gole). Debiutował w 1968, ostatni raz zagrał w 1976. Brał udział w MŚ 74, wystąpił we wszystkich sześciu spotkaniach Jugosławii w turnieju, oraz ME 76.